# William Douglas Humia Menezes
William Douglas Humia Menezes, mais conhecido simplesmente como Douglas (Belo Horizonte, 1 de março de 1963) é um ex-futebolista brasileiro.

## Carreira
Criado na base do Cruzeiro foi promovido aos profissionais ainda jovem. Estreou em um jogo do Campeonato Estadual, em 1981, escalado por Procópio Cardozo contra o Valeriodoce. Em 1982, Yustrich o colocou para jogar com mais frequência e se firmou.
O volante tinha como principais características o posicionamento, o bom passe e a garra. Tornou-se ídolo da torcida num período de poucas glórias para o clube, a década de 1980. Saiu em 1988, indo jogar na Portuguesa e depois no Sporting Clube de Portugal.
Voltou ao time em 1992, para fazer parte da equipe que conquistou a Supercopa Libertadores. Num fato inédito, foi alvo de um movimento dos próprios atletas, que exigiram da diretoria a renovação do seu contrato.
Pela Seleção Brasileira, Douglas foi Campeão Pré-olímpico em 1987 e disputou 10 partidas pelo time principal. Fez parte do elenco na Copa América de 1983 e 1987, e suas grandes frustrações foram não ter sido convocado para a Copa de 1986 e ter ficado de fora das Olimpíadas de 1988 devido a uma lesão.
Em 2006, acertou com o Cruzeiro e iniciou como técnico do time do Itaúna (MG) em um projeto da Raposa que colocou jogadores cruzeirenses para disputar o campeonato mineiro (série C 2006) vestindo a camisa do Itaúna. Após essa passagem, foi convidado, em 2007, a dirigir a Jataiense (Raposa goiana) para o Goianão 2008 (1ª Divisão), sendo essa, então, sua segunda equipe como treinador e primeira em uma divisão principal do futebol brasileiro.

## Vida pessoal
Atualmente, Douglas também é fazendeiro em Minas Gerais, no ramo suinocultor. Reside em Belo Horizonte e possui dois filhos, Pedro e Marcela. É irmão do advogado e poeta Dorllenis Humia de Menezes, de pseudônimo Aimuh.

## Títulos
Cruzeiro
- Supercopa Libertadores: 1992[5]
- Copa do Brasil: 1993
- Campeonato Mineiro: 1984, 1987, 1992 e 1994[5]

Portuguesa
- Troféu Vicente Matheus